# Denis Olivera
Denis César Olivera Lima (Minas, 29 de julio de 1999) es un futbolista uruguayo que juega como mediocampista en el Club Sportivo Miramar Misiones de la Primera división de Uruguay.

## Trayectoria
Olivera inició su carrera en las divisiones juveniles de Danubio. Debutó en primera división el 5 de febrero de 2019 en el encuentro ante Atlético Mineiro en la segunda ronda de la Copa Libertadores 2019 en el estadio Luis Franzini.
El 9 de enero de 2020 se produce la cesión a préstamo al Club Atlético Peñarol durante dos temporadas, en esta negociación fue incluido el préstamo de Yeferson Quintana a Danubio.

## Clubes
| Club           | País          | Año           | Part. | Goles |
| -------------- | ------------- | ------------- | ----- | ----- |
| Danubio        | Uruguay       | 2019          | 16    | 0     |
| Peñarol        | Uruguay       | 2020          | 7     | 0     |
| Villa Española | Uruguay       | 2021          | 12    | 1     |
| Danubio        | Uruguay       | 2021 - 2022   | 0     | 0     |
| Total carrera  | Total carrera | Total carrera | 23    | 1     |